# Suomenniemi
Suomenniemi è stato un comune finlandese, avente 752 abitanti al momento della soppressione della municipalità a fine 2012, situato nella regione della Carelia Meridionale. Dal 1º gennaio 2013 è stato inglobato nella città di Mikkeli, passando a far parte della regione del Savo Meridionale.